# Famiglia di lanciatori Thor

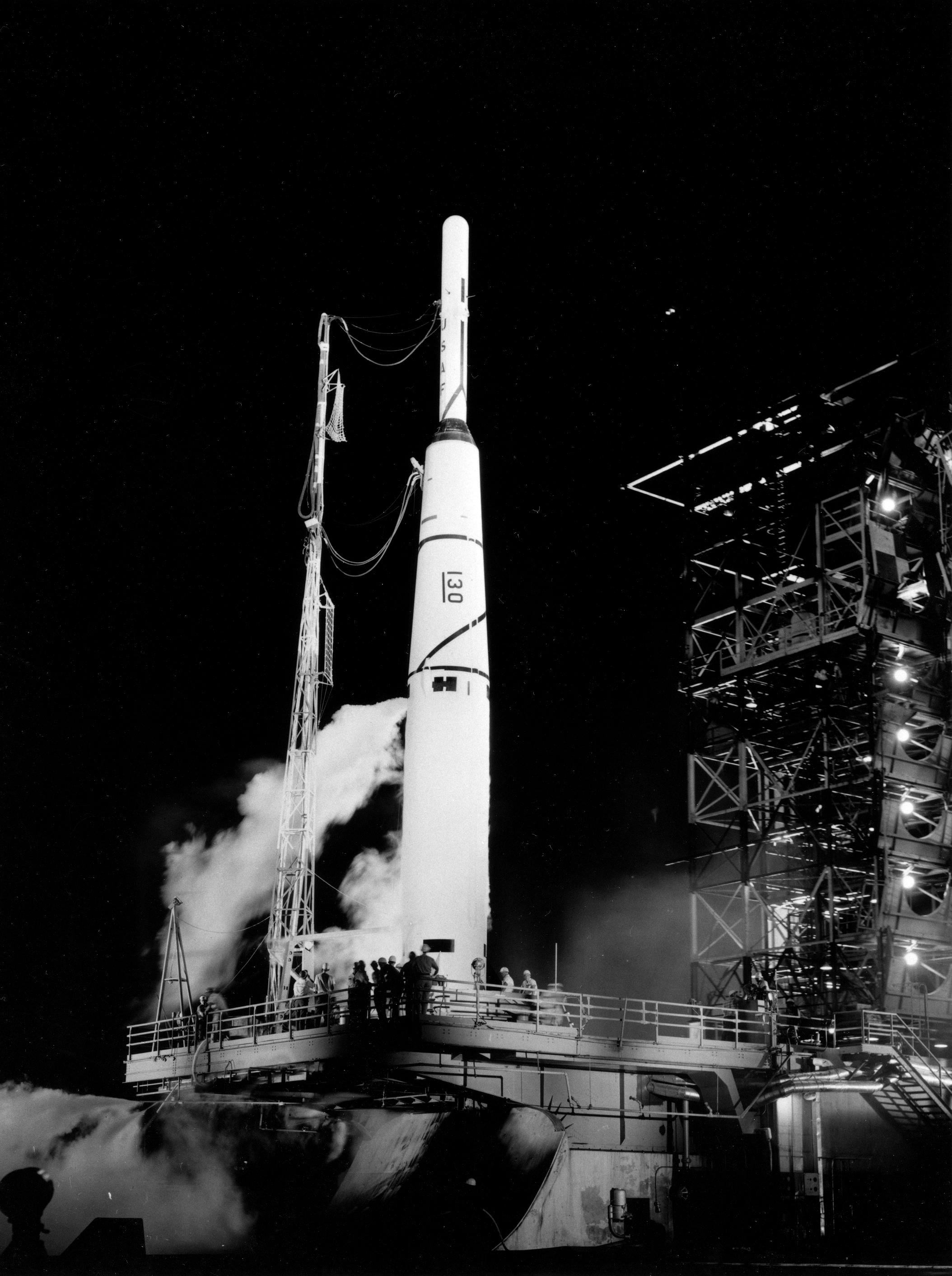
Thor-Able pronto per il lancio del Pioneer 1.

Thor è una famiglia di razzi vettore utilizzati dalla NASA e derivati dal missile balistico PGM-17 Thor. Partendo dal primo lanciatore, il Thor-Able, questa famiglia di razzi è arrivata fino ai nostri giorni tramite i lanciatori Delta II e Delta IV.

## Origini
La prima missione affidata ad un vettore Thor fu il test del veicolo di rientro del razzo Atlas, per questo furono necessari tre lanci in cui al primo stadio fu aggiunto un secondo, nominato Able e derivato dal secondo stadio del Vanguard. Il primo lancio fu un insuccesso a causa di un guasto nelle turbopompe, gli altri due lanci ebbero successo ma la capsula per il rientro non funzionò.
Successivamente fu aggiunto un terzo stadio derivato dall'Altair X-248 con motore a propellente solido e il razzo venne denominato Thor-Able I. In questa configurazione fu utilizzato per il tentativo di immissione in orbita lunare del Pioneer 0. La missione terminò dopo 77 secondi a causa di un malfunzionamento delle turbopompe del vettore. In seguito vennero prodotte le versioni Thor-Able II e Thor-Able III.
Nelle varie versioni il Thor-Able venne usato per nove lanci suborbitali e sette lanci di satelliti e sonde spaziali; tra questi ultimi ebbero successo i lanci dei satelliti Explorer 6 e TIROS-1 e della sonda Pioneer 5.

## Thor-Ablestar
Ablestar era un razzo a propellente liquido, che fu usato come terzo stadio del razzo Thor, permettendo di migliorarne le prestazioni. Il 13 aprile 1960 un razzo vettore Thor-Ablestar lanciò con successo il satellite Transit 1B. Il 22 giugno 1960 un Thor-Ablestar mise in orbita il satellite GRAB-1, che fu il primo satellite ELINT. Il 29 giugno 1961 con un Thor-Ablestar venne lanciato un satellite della serie Transit, il Transit 4A, che divenne il primo oggetto ad esplodere (involontariamente) nello spazio, creando 294 detriti spaziali.

## Thor e il programma Corona

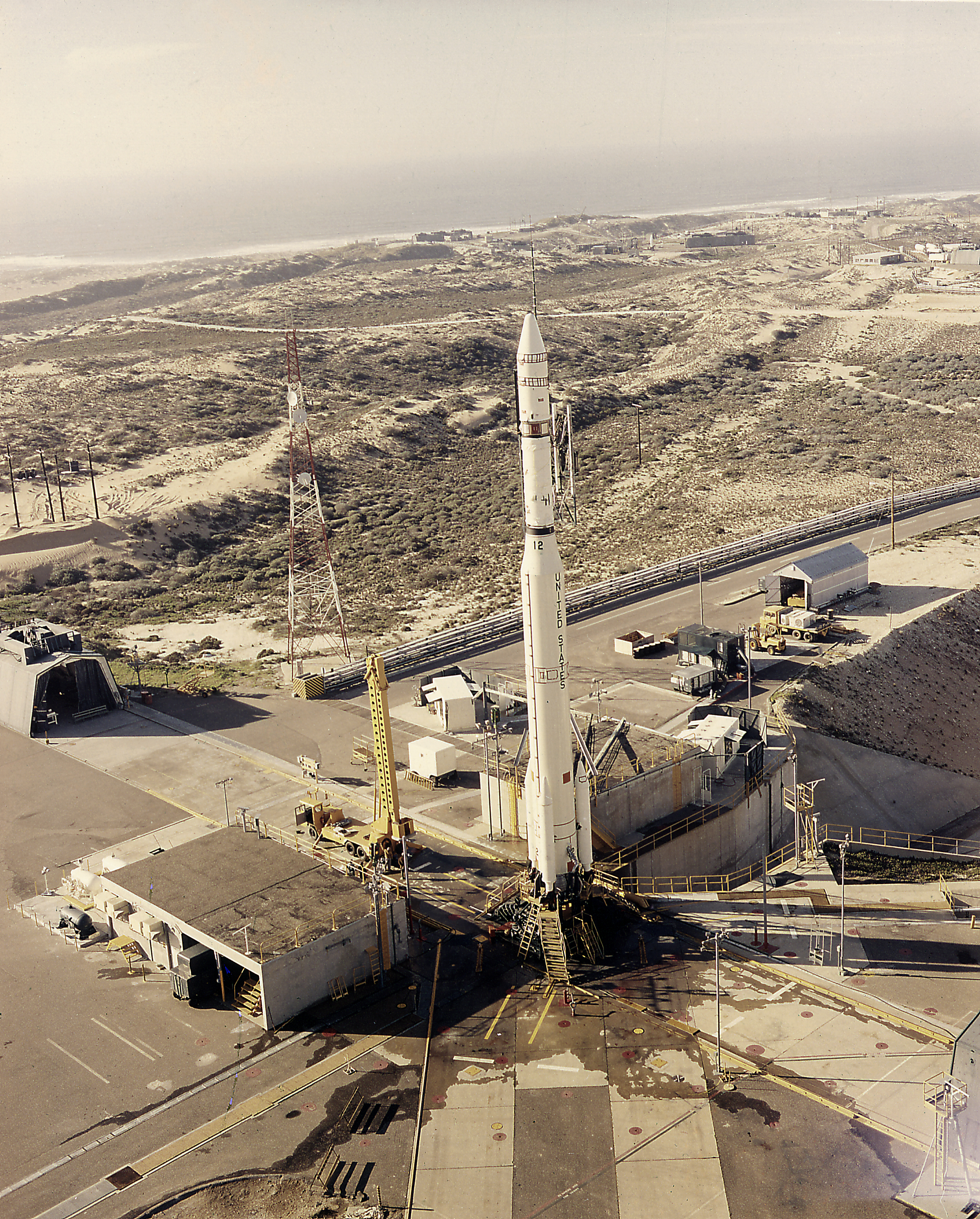
Thor-Agena D con il satellite SERT-2.

Thor formava il nucleo del veicolo Thor-Agena usato per i primi lanci del programma Corona, che prevedeva l'immissione in orbita di satelliti spia per il controllo dell'URSS, Cina e altre nazioni.

## Evoluzione nel Delta
La quarta modifica del vettore Thor, Thor-Delta, è stata quella di maggior successo e longevità, tanto da avere dato origine ad una classe di razzi (Delta) utilizzata per il lancio di satelliti e sonde spaziali fino ai giorni nostri.

## Thrust Augmented Thor: Aumento di potenza
Il Thrust Augmented Thor o TAT fu una versione potenziata del vettore, necessaria per l'immissione in orbita di satelliti più complessi e pesanti. Furono aggiunti tre Castor, booster a propellente solido, al primo stadio che gli aggiunsero 236 kN di spinta in più.

## Thorad
Il Thorad-Agena, entrato in servizio nel 1966, era un razzo a due stadi che utilizzava come primo stadio una versione del Thor usata per i razzi Delta e come secondo stadio un Agena. Al primo stadio erano aggiunti tre booster Castor a propellente solido.

## Long Tank Thor: Aumento del propellente
Per equipaggiare il vettore con maggior carburante furono necessarie alcune modifiche alla forma dei serbatoi, che divennero cilindrici e più allungati. Il primo stadio divenne alto 4,3 metri e poteva ospitare 22.000 kg di carburante in più.